# 20034 Greenhalgh
20034 Greenhalgh este o planetă minoră (asteroid) din centura de asteroizi. A fost descoperită pe 2 august 1992 la Observatorul Palomar de Henry E. Holt. 
Obiectul prezintă o orbită caracterizată de o semiaxă mare de 3,1033768 UAi, o excentricitate de 0,15, o înclinație de 5,8931 ° în raport cu ecliptica.